# Hudúd
Hudúd (arabsky حدود ‎, singulár حدود hadd) je arabský výraz pro hranici, zákaz. Je to trest za zločiny stanovené Koránem a tradicemi (hadísy), které se považují za zločiny proti Božímu právu. Jsou to:
- Krádež (amputace ruky)
- Nezákonný sexuální styk (smrt ukamenováním nebo sto ran bičem)
- Křivé obvinění jiného z nezákonného sexuálního styku (osmdesát ran bičem)
- Pití alkoholických nápojů (osmdesát ran)
- Odpadnutí od víry (smrt nebo vyhnanství)
- Loupežné přepadení (smrt)

Vzhledem k velmi přísným nárokům na důkazy a svědky se tyto tresty provádějí jen zřídka, v současnosti se vyskytují zejména v Saúdské Arábii.